# Astenopia
L'astenopia è un disturbo visivo caratterizzato da debolezza visiva degli occhi, spesso dovuta all'eccessivo sforzo della vista.

## Epidemiologia
Tale disturbo è frequente nei ragazzi ed è statisticamente associato all'ipermetropia. I lavoratori più a rischio sono gli operatori addetti ai videoterminali che utilizzano tali apparecchiature per più di 20 ore a settimana, ma ancora più a rischio i soggetti che iniziano tale attività in età giovanile.

## Sintomatologia
Fra i sintomi e i segni clinici ritroviamo cefalea, offuscamento della vista, nausea, perdita del senso di equilibrio, occhio secco.

## Eziologia
Tale debolezza viene causata da un'anomalia muscolare a livello oculare o ciliare.

## Terapia
Ai primi segni bisognerebbe staccare la visuale dai videoterminali o da qualunque attività che si stava compiendo al momento e riposarsi per qualche decina di minuti. Possono dare sollievo delle lenti positive (da lettura/riposo).